# 더 마이티 마이티 보스톤스
더 마이티 마이티 보스톤스(The Mighty Mighty Bosstones)는 미국의 스카 펑크 밴드이다.